# Segunda Fundación
Segunda Fundación (título original en inglés: Second Foundation) es una novela de ciencia ficción escrita por Isaac Asimov, publicada en 1953 por la editorial Gnome Press. Es el tercer libro de la llamada "Trilogía de la Fundación" (o "Ciclo de Trántor" como también se le denomina). La novela se confeccionó como un fixup de dos novelas cortas publicadas con anterioridad en la revista Astounding Science Fiction entre 1948 y 1950. El título de las novelas cortas originales de Astounding difiere de los presentes en la novela.

## Estructura
1. El Mulo inicia la búsqueda (Search by the Mule) - Novela Corta - Publicada en el número de enero de 1948 de Astounding como Now You See It... (Ahora lo ves...).
2. La búsqueda de la Fundación (Search by Foundation) - Novela - Publicada en los números de noviembre y diciembre de 1949 y enero de 1950 de Astounding como ...And Now You Don't (...Y ahora no).

## Argumento
Tiene dos partes diferenciadas:

### La búsqueda del Mulo
El Mulo es el Primer Ciudadano de la Unión de Mundos que domina, entre otros planetas, a Términus, el corazón de su antiguo enemigo, la Primera Fundación. Considerando la posibilidad de la existencia real de la Segunda Fundación, envía a Han Pritcher, un general que él "convirtió" al cambiar sus sentimientos hacia él, de una gran rebeldía a una lealtad, junto con un joven llamado Bail Channis, que no está converso.
Channis, demostrando una gran intuición, encuentra un planeta llamado Tazenda que, a su juicio, podría ser el planeta que buscan: Hari Seldon había dicho que la Segunda Fundación se establecería "en el otro extremo de la Galaxia", pero la frase "En el extremo de las Estrellas" que también dijo le pone sobre la pista (en inglés "En el extremo de las Estrellas" se dice "Star's End" y Tazenda "Tazend"), pero la rapidez con la que encuentra el planeta hace que Pritcher sospeche de él como miembro de la Segunda Fundación.
El Mulo, que había colocado un hiper-relé en su nave con el fin de localizarlos a través del hiperespacio, aparece, y revela que Channis es un Segundo Fundador. El Mulo revela que ha traído sus naves a Tazenda y ya ha destruido el planeta, y sin embargo detecta que la consternación de Channis es solo pretensión. Obliga a Channis a revelar que Rossem es en realidad la Segunda Fundación.
El Primer Orador de la Segunda Fundación aparece, y revela al Mulo que su gobierno ha terminado; Ni Tazenda ni Rossem son la Segunda Fundación, y el conocimiento de Channis había sido falsamente implantado para engañar al Mulo. Los agentes de la Segunda Fundación se dirigen a los mundos de la Fundación para deshacer las conversiones del Mulo, su flota está demasiado lejos para prevenirlo. En un momento de desesperación, el primer orador es capaz de agarrar y cambiar la mente del Mulo que vivirá el resto de su corta vida como un déspota benevolente.

### La búsqueda de la Fundación
Tras la muerte del Mulo la Fundación se ha independizado, el Plan Seldon sigue adelante.
En Términus, un grupo de amigos conformado por los neurólogos deciden arriesgar sus vidas para poder averiguar donde se encuentra la Segunda Fundación, y para ello asignan a una persona, cuyo tema favorito es casualmente el Mulo, para que viaje a Kalgan, el planeta capital de la antigua Unión de Mundos, a investigar. Pero Arcadia, la despierta y astuta hija del doctor Darell, se las arregla para acompañar a Este personaje en su viaje. Su presencia es crucial para conseguir que los acontecimientos se desarrollen de la manera deseada. Tras la huida de Arcadia a Trántor, su mundo natal, Kalgan declara la guerra a la Fundación y esta vence la batalla en la que la confianza en el Plan Seldon permite a sus naves ganar a una flota numéricamente superior. 
Mientras en la Segunda Fundación, el Primer orador revela la existencia de una serie de acciones para arreglar el Plan Seldon, tomando en cuenta que una de las premisas de la psicohistoria es que la Primera Fundación no puede saber de la existencia de ellos. Deberán hacer que los últimos "descubran" donde se encuentran y los "destruyan".
Después de inventar un dispositivo que atasca las habilidades telepáticas y causa un gran dolor telépatas, la Fundación busca y mata a cerca de 50 telépatas en Terminus capital de la Fundación. Dado que, como Arkady Darell dice, "un círculo no tiene fin", a continuación, trazando el disco de la galaxia alrededor de su borde, se podría volver a Terminus. Los Fundacionistas creen que la Segunda Fundación fue destruida, y creen que el Plan Seldon continuará sin interferencia de los telépatas.
Sin embargo, los telépatas muertos no eran más que mártires que participaban en una trama establecida por la Segunda Fundación para inducir a error a los habitantes de Terminus al pensar que la amenaza de la Segunda Fundación ya no existe. La Segunda Fundación se encuentra realmente en Trantor antigua capital del Imperio Galáctico, centro de la galaxia. Se llamó "Star's End" debido al antiguo dicho de que "Todos los caminos conducen a Trantor, y ahí es donde terminan todas las estrellas". La ubicación también se dice que encaja en el "otro extremo de la galaxia" ubicación ya que la galaxia no es de hecho un disco, sino una espiral - y desde el borde, el otro extremo de una espiral se encuentra en el centro.

## Personajes

### La búsqueda del Mulo

#### Hans Pritcher
Originario del planeta Terminus, Hans Pritcher fue un capitán que sirvió en los tiempos de Indbur III. En sus inicios se le conoció como un militar rebelde y poco adepto a seguir las órdenes de sus superiores argumentado que su deber era para con el Estado y para con sus superiores, logrando con esto que muchas veces lo mandaran al calabozo o no lo promocionaran a un mayor rango. Esto a pesar que se le reconocía como un capitán valiente y con condecoraciones de Valor y Entrega al servicio del Estado. Su primera aparición en la historia lo hace poco después de salir de prisión frente al Alcalde Indbur III quien le recrimina su proceder de rebelde y que al desobedecer órdenes de sus superiores está desobedeciéndole a él, y él es el Estado, para luego terminar la entrevista con las órdenes de Indbur de escoltar a un militar retirado, algo que el capitán desobedece embarcándose hacia el planeta Kalgan para indagar más sobre el extraño conquistador de ese planeta.
Fue el primer hombre de la Fundación en reconocer la capacidad del nuevo conquistador de Kalgan, planeta al cual se dirigió después de desobedecer al Alcalde Indbur, en cuyo planeta toma contacto con unos turistas: Toran y Bayta Darell con quienes secuestra al bufón de la corte del mulo: Magnifico Giganticus. Una vez de regreso a Terminus los 3 son encarcelados. Gracias a la intervención de Ebling Mis, el mayor psicólogo de la Fundación, es puesto en libertad, para poco tiempo después ser testigo de la caída de la Fundación.
Después de la caída de la Fundación, Han Pritcher cambia de identidad y su aspecto físico, para planear una conspiración de asesinato en contra del conquistador de la Fundación. Así pasan dos meses buscando gente para la conspiración, sobre todo con rebeldes con experiencia en seguridad y explosivos. En el día clave un pequeño revuelo se produciría en las afueras del palacio, distrayendo a los guardia mientras él se encargaría de detonar la bomba que llevaba en su boca.
Cuando llega el día clave se produce el revuelo y llega a entrar a la habitación donde se encontró con el virrey de Terminus quien le dice que se olvide de su pequeña conspiración y que la bomba que tiene en la boca no explotara, el capitán arroja la píldora con todas sus fuerzas a la pared sin mayores efectos, pero su incredulidad será mayor al reconocer al virrey de Terminus como el Señor Guerrero de Kalgan.

#### Otros personajes
- El Mulo, Primer Ciudadano de la Unión de Mundos y mutante con poderes para alterar las emociones.
- Bail Channis, joven con una prometedora carrera que es elegido por el Mulo para acompañar a Han Pritcher a encontrar la Segunda Fundación.
- Primer Orador, miembro de mayor rango de la Segunda Fundación.

### La búsqueda de la Fundación

#### Arkady Darell
Arcadia Darell, más conocida como Arkady, es hija de Toran Darell II y nieta de Toran y Bayta Darell, quien es a la vez descendiente directa de Hober Mallow. Si bien en los hechos que se narran en dicha novela es una adolescente de catorce años, posteriormente se vuelve famosa por sus novelas históricas, así como por la biografía que escribe sobre su abuela. Según Donald Palumbo, se trata de uno de los personajes «verdaderamente memorables» de la saga.
Durante la trama, espía a su padre y a sus colegas conspiradores, quienes buscan la Segunda Fundación; más tarde, se cuela en la nave espacial de Homir Munn, quien viaja a Kalgan para estudiar el palacio de El Mulo. Lord Stettin, su gobernante, rechaza en un principio la petición de Munn, pero luego se interesa por Arkady, dado que la ve como una potencial esposa. Su amante, Lady Callia, la ayuda a escapar y así queda al descubierto que se trata de una agente de la Segunda Fundación. De esta forma, la niña logra llegar hasta donde se encuentra esta.
Durante su huida, Arkady decide ir a Trántor en vez de a Términus; de este modo, se encuentra con Preem Palver y su esposa, quienes viven allí. Ambos le brindan su ayuda y cuando llegan a la capital del antiguo Imperio Galáctico, Arkady convence a Palver de que envíe alimento a la capital de la Fundación. Arkady descubre, influenciada por Palver, la supuesta localización de la Segunda Fundación, aunque dado que esta la vigilaba, la verdadera ubicación permanece en secreto.

#### Otros personajes
- Toran Darell II, padre de Arkady y miembro de una conspiración pretende acabar con la influencia de la Segunda Fundación sobre la Primera.
- Homir Munn, uno de los co-conspiradores de Toran que viaja a Kalgan para descubrir la situación de la Segunda Fundación visitando el palacio del Mulo, llevando inadvertidamente a Arkady como polizón en su nave.
- Lord Stettin, actual gobernante de Kalgan.
- Lady Callia, amante de Lord Stettin y agente de la Segunda Fundación.
- Preem Palver, agricultor de Trántor en visita de negocios en Kalgan que ayuda a escapar a Arkady; más tarde se revela que es el actual Primer Orador de la Segunda Fundación.